# Palicourea grandifolia
Palicourea grandifolia là một loài thực vật có hoa trong họ Thiến thảo. Loài này được (Willd. ex Schult.) Standl. mô tả khoa học đầu tiên năm 1936.